# Segeltuch
Ein Segeltuch (auch „Segelleinwand“ oder „Segelleinen“, seemännisch „das Tuch“) ist ein aus starkem Garn dicht und fest gewebter Stoff, der auch an Windmühlen Verwendung fand.

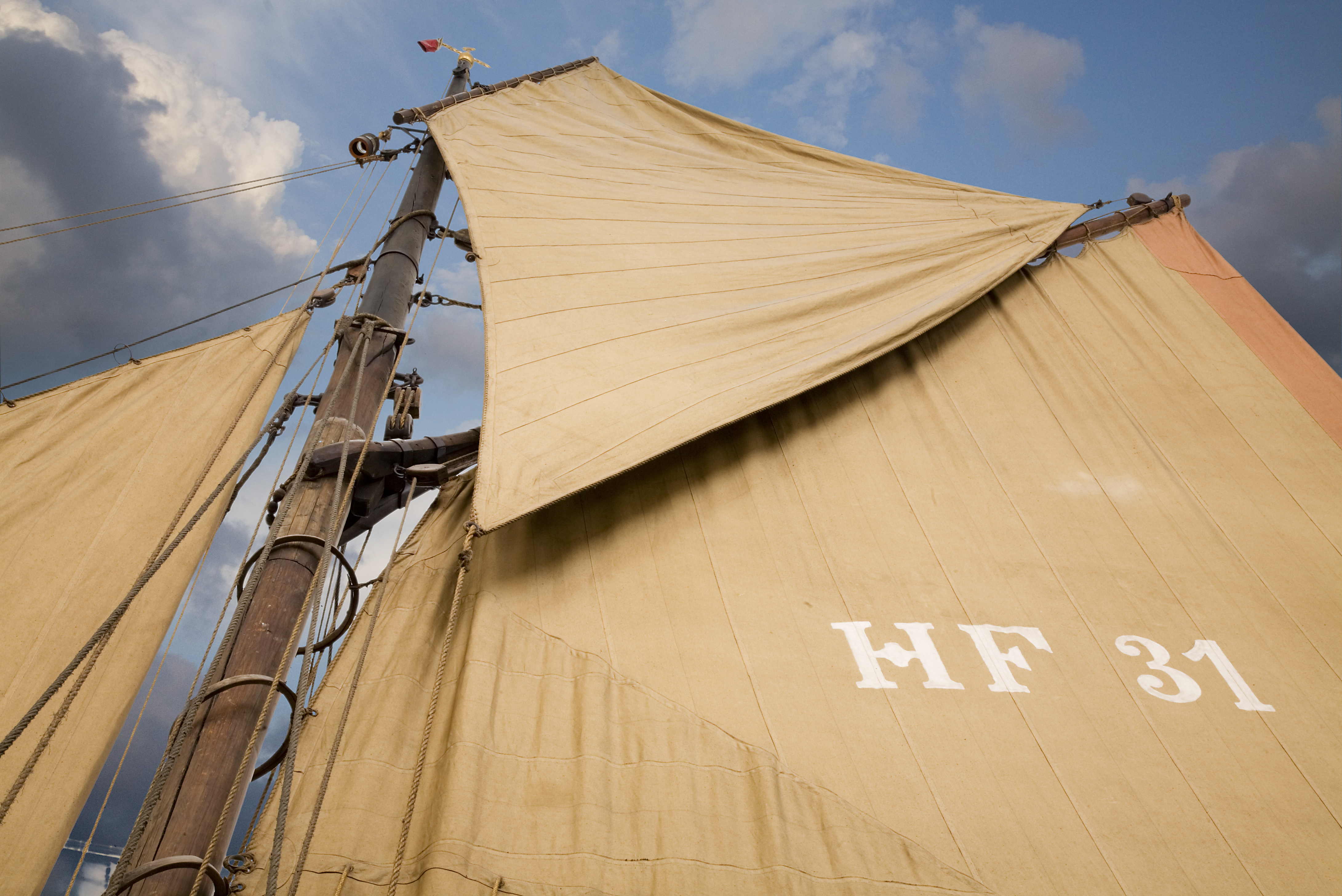
Historisches Segeltuch

## Geschichte
Der Begriff „Segeltuch“ stammt aus der historischen Verwendung in der Schifffahrt, er bedeutet „Tuch für Segel“. Ursprünglich waren Stoffe für Segeltuche meist aus reinem Hanf und/oder Leinen, aber auch aus anderen Naturfasern wie Wolle, Nesselstoff und anderen gefertigt; Baumwolle wurde erst ab Anfang des 19. Jahrhunderts verwendet.
Heutige moderne Segeltuche werden fast nur noch aus verschiedenen Chemiefasern hergestellt, da diese keine Nässe binden und ein geringeres Gewicht bei gleicher Haltbarkeit aufweisen. Jedoch finden auch traditionell gewebte Tuche aus Naturfasern nach wie vor ihre Anwendung. Diese traditionellen Segeltuche sind auch unter den englischen Bezeichnungen Canvas sowie Duck bekannt.

## Anforderungen und Material

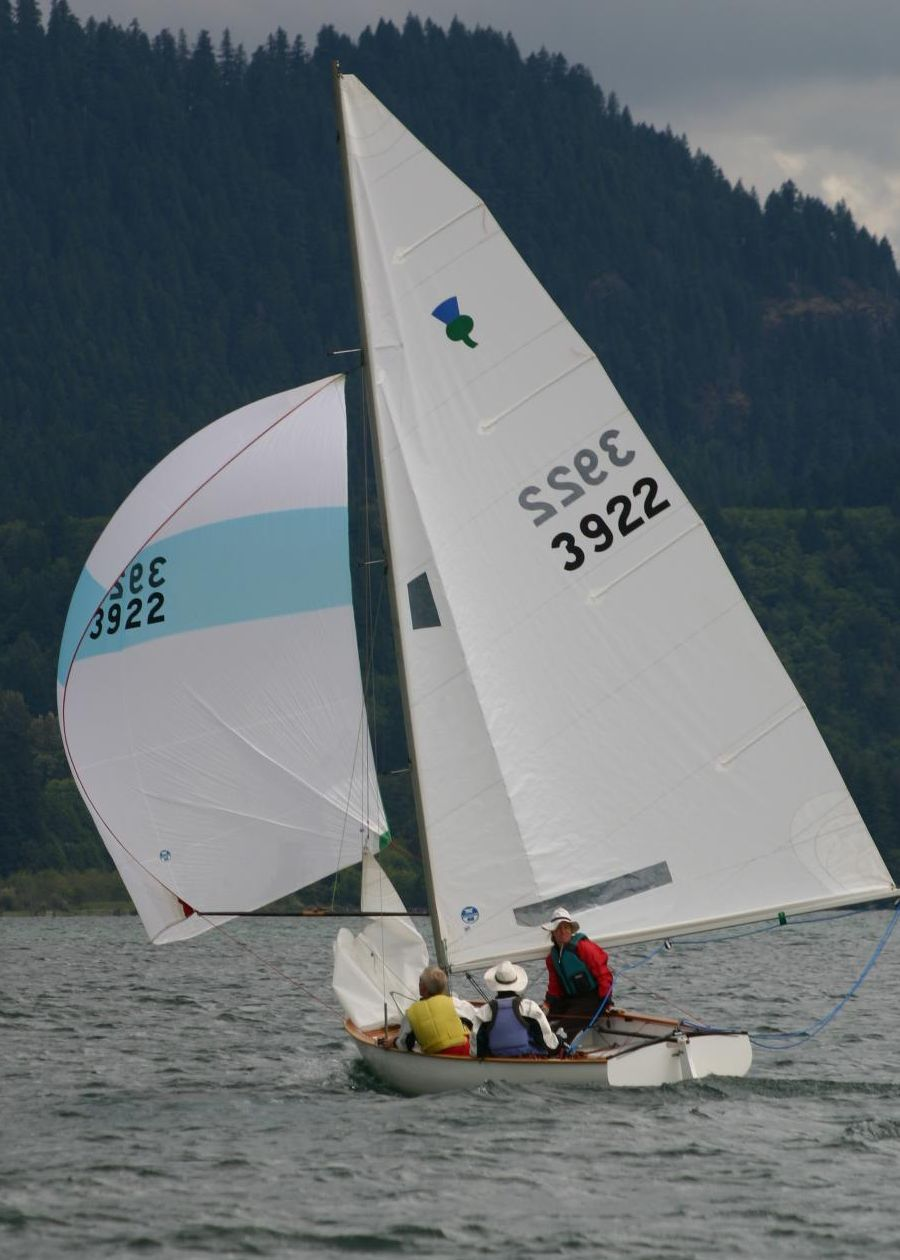
Segeltuch aus PET (Dacron); Spinnaker aus Nylon

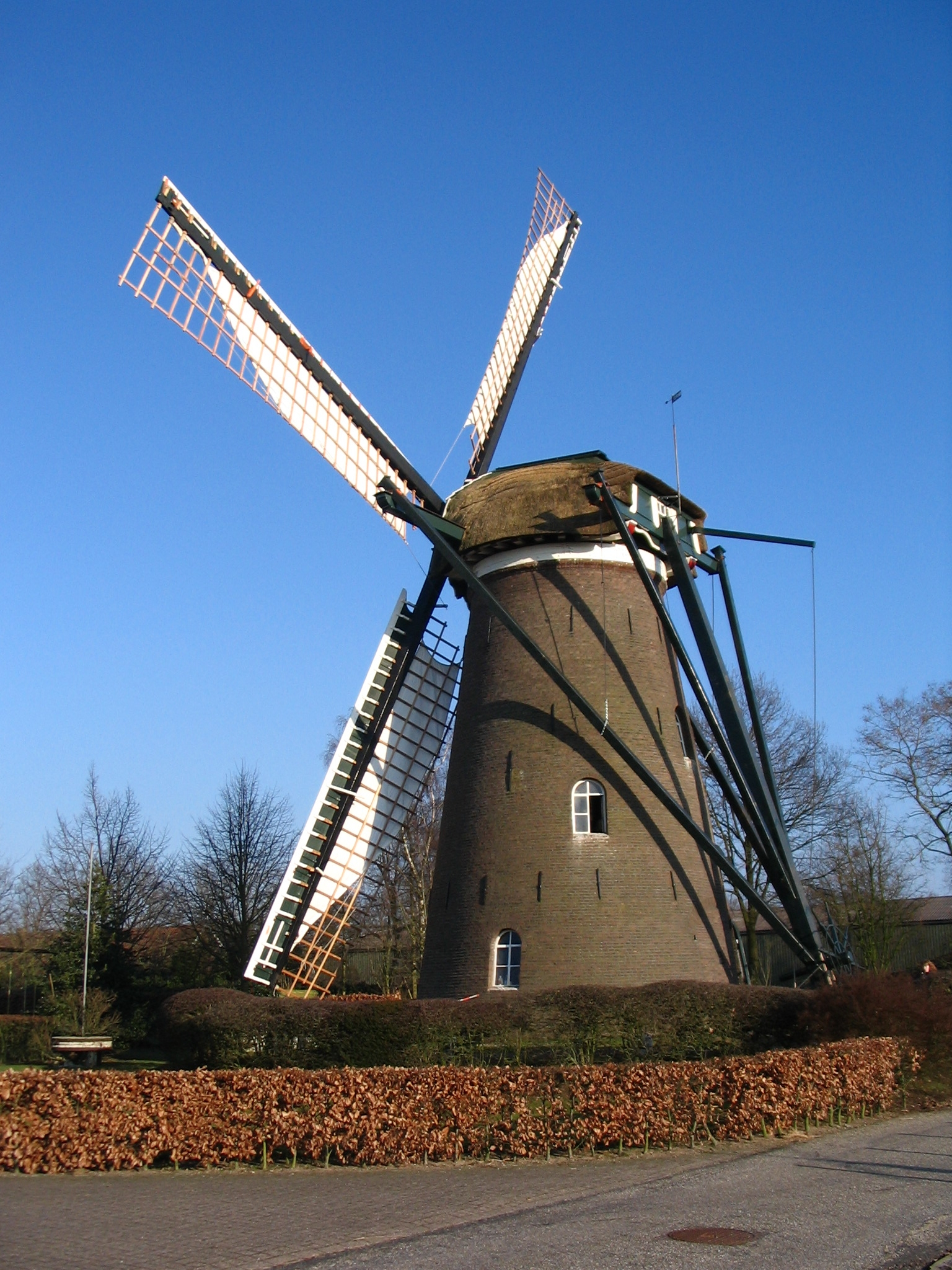
Windmühle in Holland mit teilweiser Bespannung

Die Anforderungen an Segeltuche sind bedingt durch ihre Verwendung als Segel auf Segelschiffen und an Windmühlen; auch für Seesäcke wurde reißfestes Tuch gebraucht. Wichtig bei der Herstellung sind
- Reißfestigkeit
- Wetterbeständigkeit
- Beständigkeit gegenüber UV-Strahlung
- Formstabilität und Dehnbarkeit (fachmännisch: Reck)
- und ein geringes Gewicht[5]

Chemiefasern haben gegenüber Naturfasern Vorteile in Bezug auf die Wasserdichtigkeit durch schnelleres Trocknen, längere Lebensdauer und langsamere Entstehung von Stockflecken und Schimmelpilzen.
Unterschiedliche Eigenschaften erhält das gewebte moderne Segeltuch durch die Tuchkonstruktion, in dem zum Beispiel die „Schussgarne“ stärker als die „Kettgarne“ ausgelegt werden. Man spricht dann von einem „schussorientierten“ Tuch. Nach dem Weben wird das Segeltuch ausgerüstet, d. h. mit einer Kunstharzappretur beschichtet. Dadurch wird das Gewebe stabilisiert und imprägniert. Besonders die Diagonalfestigkeit erhöht sich durch diese Ausrüstung entscheidend.
Gute Tuche zeichnen sich durch enge Zwischenräume zwischen den Fäden aus, der Aufwand in der Herstellung ist aber größer und teurer. Dichtere Gewebe brauchen auch weniger Harz, sie sind darum auch nicht so steif und weniger knickanfällig.
Segel aus Laminat sowie Membransegel sind keine „Segel“-„Tuche“, denn diese werden nicht gewebt, sondern geklebt.

## Anwendungen
Durch die hohe Stabilität werden moderne Segeltücher aus Chemiefasern neben der Anwendung als Schiffssegel auch für Schlechtwetter-, Sonnen- und Sichtschutz, Zeltplanen, LKW-Abdeckungen, Persenninge,  Sitzsäcke, Taschen, Transport- und Rucksäcke sowie als Tragflächen für Ultraleichtflugzeuge verwendet.
Moderne Segeltuche werden auch wieder recycelt bzw. upcycelt um daraus neue Produkte herzustellen.